# John King Davis
John King Davis (Kew, 19 de febrero de 1884 – Toorak, 8 de mayo de 1967) fue un explorador y navegante australiano notable por sus trabajos de exploración en el océano Antártico, además de establecer estaciones meteorológicas en las islas Macquarie y Willis del mar de Coral.
Davis participó en la expedición Nimrod de Sir Ernest Shackleton como primer oficial, luego capitán del Nimrod y expedición homónima (1907–1909), posteriormente en la expedición Aurora de Sir Douglas Mawson como oficial en el Aurora. También fue capitán del RRS Discovery durante la expedición BANZARE entre 1929 y 1930.
Davis fue director de la navegación por Australia (Mancomunidad de Naciones) de 1920 a 1949. A principios de este periodo, se presentó voluntario para instalar la estación meteorológica y de vigilancia de ciclones en la isla Willis. Fue presidente de la Royal Society of Victoria en 1945 y 1946, Siendo  miembro de la Royal Geographical Society.
La base antártica Davis, establecida en 1957, fue nombrada en su honor.

## Obras
King Davis publicó también algunos libros, como With the Aurora in the Antarctic. Willis Island: a storm-warning station in the Coral Sea (1921) y Trial by Ice. The Antarctic Journals of John King Davis (1997, de manera póstuma por Louise Crossley).